# Monocloruro de selenio
El monocloruro de selenio, también conocido como cloruro de selenio(I) o dicloruro de diselenio, es un compuesto químico. Su fórmula química es Se2Cl2. Contiene selenio en su estado de oxidación +1. También contiene iones de cloruro.

## Propiedades
Es un líquido oleoso de color marrón rojizo.

## Preparación
Se puede producir reaccionando selenio, dióxido de selenio y ácido clorhídrico. Sin embargo, se puede hacer simplemente reaccionando cloro con selenio. Otra manera de hacerlo es reaccionar el óleum y el ácido clorhídrico con el selenio.

## Usos
Se puede utilizar para añadir selenio a otros compuestos químicos.